# Giovanni Giuda Giona Battista
Giovanni Giuda Giona Battista foi convertido do judaísmo ao catolicismo e agente do rei da Polônia. Seu nome original era Jehuda Jona Ben-Isaac.

## Biografia
Nascido de pais judeus em Safed, na Galiléia, em 28 de outubro de 1588; morreu em Roma, em 26 de maio de 1668. Como rabino judeu, empreendeu uma longa jornada pela Europa e foi durante sua estada na Polônia que se converteu ao catolicismo. Após sua conversão, ele foi enviado pelo rei da Polônia em uma missão a Constantinopla, onde foi preso como espião, e por pouco escapou com vida devido à intervenção do embaixador de Veneza. Mais tarde foi para a Itália, onde ensinou hebraico e aramaico na Academia de Pisa e depois na Congregação para a Evangelização dos Povos em Roma. Entre seus alunos estava Giulio Bartolocci, que deve a seu erudito mestre a ideia e o plano de sua famosa obra Bibliotheca Magna Rabbinica. A principal obra de Battista foi a tradução dos Evangelhos do latim para o hebraico, publicada, com prefácio de Clemente IX, em Roma, 1668.